# زمین‌لرزه آوریل ۱۹۲۳ روسیه
زمین‌لرزه روسیه  در تاریخ ۱۳ آوریل ۱۹۲۳ میلادی، برابر با ‎۲۳ فروردین ۱۳۰۲، ساعت ۱۵:۳۱:۰۰ به زمان یوتی‌سی در روسیه رخ داد. ژرفای این زلزله ۳۵ کیلومتر بود. بزرگی آن ۷٫۱ در مقیاس Mw اعلام شده‌است. زمین‌لرزه به وقت محلی در روز شنبه، ساعت ۳ روی داده و منطقه زمانی آن یوتی‌سی +۱۲ بوده‌است (با لحاظ تغییر ساعت تابستانی).
سازمان زمین‌شناسی آمریکا نیز جای این زمین‌لرزه را در مختصات ۵۵°۲۴′شمالی ۱۶۲°۴۸′شرقی / ۵۵٫۴°شمالی ۱۶۲٫۸°شرقی و بزرگی آنرا برابر با ۷٫۳ در مقیاس ریشتر اعلام کرده‌است. ژرفای گزارش شده از سوی این سازمان ۲۰ کیلومتر می‌باشد.
سونامی نیز در این زلزله گزارش شده‌است.